# Großer Arber

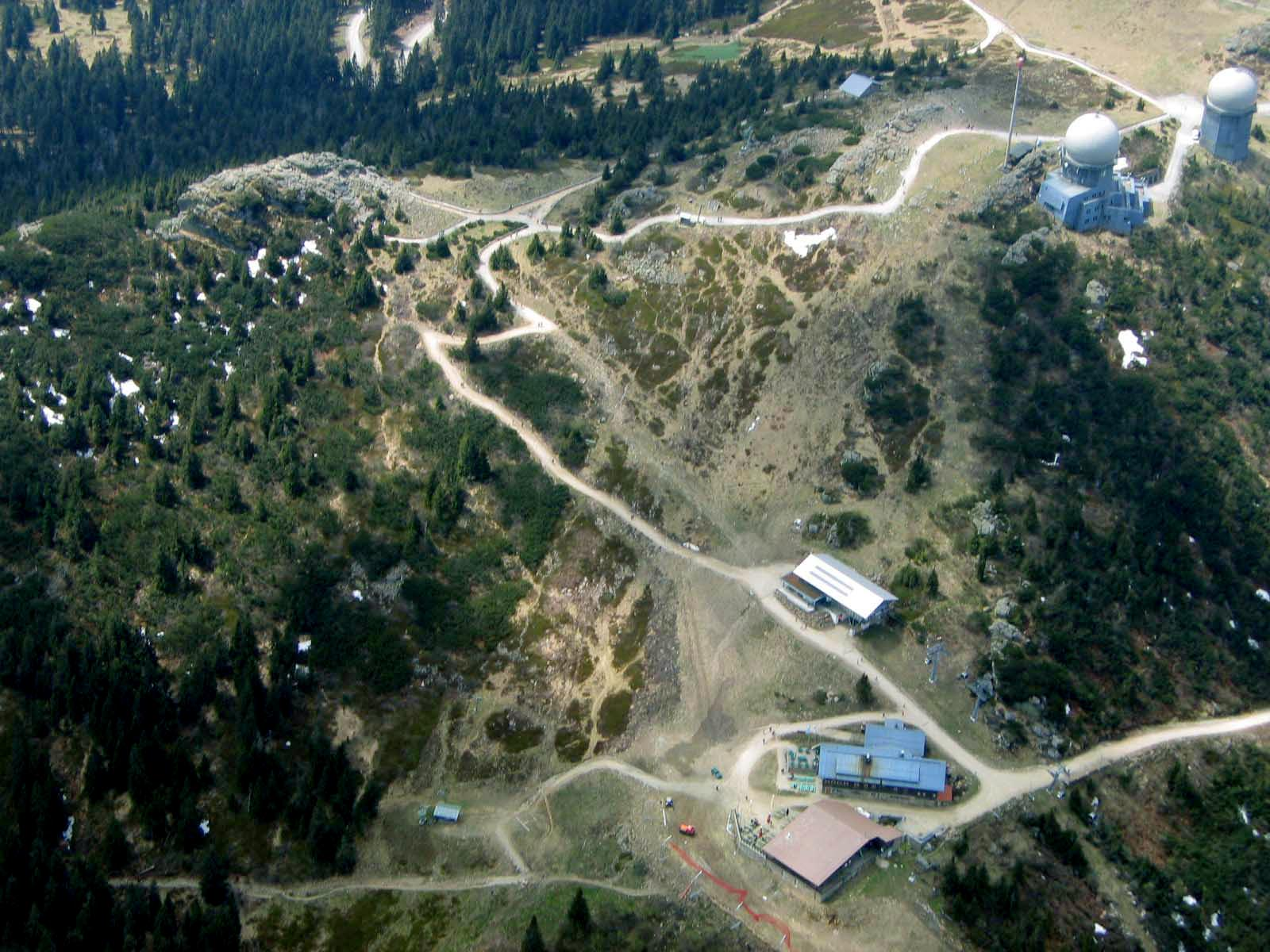
Großer Arber

El Großer Arber és el nom en alemany (Gran Arber) de la muntanya més alta de la Selva de Bohèmia. Fa 1.456 m d'alt. En idioma txec rep el nom de Velký Javor. Es troba a Baviera, Alemanya fent frontera amb Txèquia.
El Großer Arber i els boscos fins Bayerisch Eisenstein són propietat del Príncep de Hohenzollern.